# Oroya baumannii
Oroya baumannii là một loài thực vật có hoa trong họ Cactaceae. Loài này được Knize mô tả khoa học đầu tiên năm 1968.